# Ceratozamia becerrae
Ceratozamia becerrae — вид голонасінних рослин класу саговникоподібні (Cycadopsida).
Видовий епітет робить данину мексиканському ботаніку Марко Бесерра (Marco Becerra, 1870–1940).

## Опис
Рослини з підземним стовбуром. Листків від 2 до 5, перисті, завдовжки 55–178 см; складаються з 8–26 довгасто-ланцетних фрагментів, 17–30 см завдовжки. Чоловічі шишки прямостоячі, жовто-зеленуваті, яйцювато-циліндричні, 14–14,5 см завдовжки і від 1,7 до 2,2 см в діаметрі; жіночі шишки яйцеподібні, 11–13.5 см і 4–5 см завширшки. Насіння яйцевиде, довжиною 17–25 мм, вкрите білим покривом на початковому етапі, який стає жовто-коричневим у кінці терміну дозрівання.

## Поширення, екологія
Країни поширення: Мексика (Чьяпас, Табаско). Рослини ростуть на карстових породах у вічнозелених тропічних лісах.

## Загрози та охорона
Розширення сільськогосподарської діяльності та кавові плантації, а також лісові пожежі і браконьєрство мали значний вплив на популяції в дикій природі.